# Élections législatives comoriennes de 1987
Les élections législatives comoriennes de 1987 ont lieu le 22 mars 1987 afin de renouveler les membres de l'Assemblée fédérale des Comores. 
42 circonscriptions électorales élisent un député au scrutin majoritaire à deux tours pour un mandat de cinq ans, le candidat devant être élu à la majorité absolue au premier ou deuxième tour. La Grande Comore comprend 20 circonscriptions, Anjouan 16 circonscriptions et Mohéli 6 circonscriptions. Le scrutin ne regroupant que des candidats du parti unique Union comorienne pour le progrès  voit les 42 députés élus dès le premier tour. La participation est d'environ 65%.

## Résultats
| Parti                            | Sièges |
| -------------------------------- | ------ |
| Union comorienne pour le progrès | 42     |
| Total                            | 42     |